# Sport à Seattle

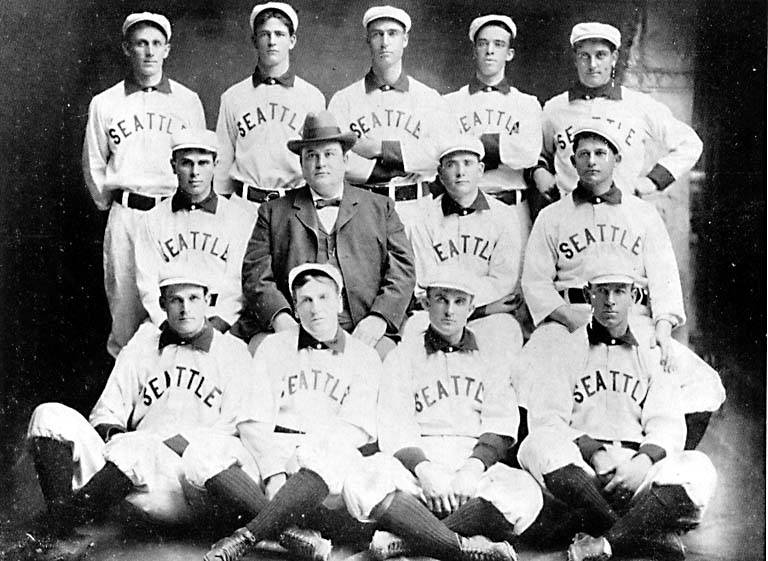
Équipe de baseball, Ligue du Nord-Ouest, 1902 avec le gérant Dan Dugdale, au centre gauche.

Le sport à Seattle est actuellement dominé par quelques grandes franchises professionnelles : les Mariners de Seattle, qui évoluent en Ligue majeure de baseball, les Seahawks de Seattle, en National Football League et les Sounders FC de Seattle, en Major League Soccer. Parmi les plus importantes installations de la ville, on compte notamment le CenturyLink Field et le Safeco Field.